# Патрульные катера типа «Армидейл»
«Армидейл» — тип патрульных катеров, построенных для ВМС Австралии в качестве замены пятнадцати кораблям типа «Фремантл».

## Краткий обзор
Проектирование началось в 1993 году как совместный проект с ВМС Малайзии, однако в дальнейшем Малайзия вышла из проекта. Проект был возобновлён в 1999 году под обозначением SEA 1444, единственным его участником были ВМС Австралии. В тендере участвовали 7 компаний, победа была присуждена объединённой компании Austal/Defense Maritime Services, которая предложила постройку 12 кораблей на базе увеличенного корпуса типа «Бэй». В 2005 году было дополнительно заказано еще две единицы для обеспечения специальных патрульных сил North West Shelf Venture.
Все четырнадцать единиц были построены Austal в Хендерсоне, Западная Австралия. Первый корабль, HMAS «Армидейл», был передан флоту в июне 2005 года, а последний, HMAS «Glenelg» — в феврале 2008 года. Корабли класса «Армидейл» эксплуатируются Австралийской группой патрульных катеров и базируются в Кэрнсе и Дарвине. В первую очередь они занимаются охраной границ, патрулированием районов рыбного промысла и перехватом несанкционированных прибытий по морю. «Армидейл» длиннее и тяжелее своих предшественников класса «Фримантл», с улучшенными мореходными качествами и увеличенной дальностью плавания, что позволяет им достигать заморских территорий Австралии. Корабли укомплектованы несколькими экипажами, на каждые два судна приходится по три судовые роты, что позволяет патрульным катерам проводить больше времени в море, не отвлекая моряков от отдыха или тренировок.
На начальном этапе эксплуатации у всех кораблей были выявлены проблемы с топливными системами, также было запрещено использовать 20-местный дополнительный жилой отсек после того, как там несколько раз были обнаружены токсичные пары. Высокая интенсивность операций по охране границ Operation Resolute  и Operation Sovereign Borders и операции по перехвату лиц, ищущих убежища, в сочетании с конструктивными недостатками и плохим обслуживанием привели к возникновению проблем от появления трещин в корпусе вокруг инженерных помещений, механических дефектов и коррозии. Контракт DMS на оказание технической поддержки был расторгнут в 2017 году, после чего патрульные катера проходили в Сингапуре капитальный ремонт в целях усиления корпуса. Два патрульных катера типа «Кейп» были зафрахтованы в дополнение к морским патрульным катерам на время цикла переоборудования. Были ускорены работы по замене катеров типа «Армидейл» морскими боевыми кораблями старшего класса, ввод которых в эксплуатацию планируется в начале 2020-х годов.
После значительных повреждений в результате пожара на борту HMAS Бандаберг был выведен из эксплуатации в конце 2014 года. Вымышленный катер типа «Армидейл», HMAS «Hammersley», появляется в австралийском военном драматическом сериале «Морской патруль», начиная со второго сезона, причём съёмки происходят на борту нескольких кораблей этого типа.

## Разработка и тендеры
Проектирование корабля типа «Armidale» началось в 1993 году в качестве замены кораблям типа «Fremantle», которые планировалось списать в 1998 году. Первоначально это была совместная с Малайзией программа строительства морского патрульного корабля. Когда Малайзия вышла из проекта, он был прекращён, а корабли типа «Фримантл» подверглись модернизации, которая продлила срок их службы. Высокая стоимость содержания стареющих судов побудила Министерство обороны разработать программу замены патрульных катеров, получившую обозначение SEA 1444.
Программа SEA 1444 имела некоторые отклонения от стандартных условий закупок. Вместо указания количества кораблей было оговорено общее время патрулирования в количестве 300 дней в году (из которых 180 приходилось на операции по охране границы) с возможностью увеличения до 360 дней, а производитель сам должен определить, сколько кораблей для этого необходимо. Суда должны были соответствовать определённым требованиям, в том числе обладать способностью проводить операции по высадке десанта на борт другого судна при состоянии моря 4 балла и патрулирования при состоянии моря 5 баллов. По условиям контракта производитель также должен был обеспечивать обслуживание кораблей в течение пятнадцати лет после завершения строительства.
Девять компаний проявили интерес к проекту; из них семь имели необходимые возможности для постройки кораблей. В дальнейшем число компаний сократилось до трёх. Компании Austal и Defense Maritime Services (DMS) объединились, чтобы предложить серию из двенадцати кораблей на базе увеличенного корпуса типа «Бэй», используемого Таможенной службой Австралии. Компании представили два проекта кораблей длиной 56 метров: одно со стальным, другое с алюминиевым корпусом; последний обеспечивал снижение расхода топлива на 21%. Компания Australian Defense Industries (ADI) представила проект на основе катера типа «Flyvefisken» ВМС Дании. Корабль имел корпус из стеклопластика, аналогичный тральщикам типа «Huon». Предложение компании «Tenix» представляло собой вариант 56-метрового поисково-спасательного судна, построенного для береговой охраны Филиппин. В декабре 2003 года контракт был присуждён партнерству Austal/DMS. Стоимость контракта составила 553 млн долл., причём каждый корабль стоил от 24 до 28 млн.
Во время федеральных выборов 2004 года правительство Ховарда пообещало приобрести ещё два патрульных катера для обеспечения специальных патрульных сил North West Shelf Venture у северо-западного побережья Австралии. Они были заказаны в 2005 году. Заказ был размещён в июне 2006 года.

## Дизайн и конструкция
Все четырнадцать катеров были построены Austal на её верфи в Хендерсоне, Западная Австралия. Головной корабль HMAS «Армидейл» был введён в эксплуатацию в июне 2005 г. Ещё два патрульных катера были переданы ВМС Австралии в 2005 году, шесть — в 2006 году и пять — в 2007 году. Последний корабль этого типа — HMAS Glenelg — передан флоту в октябре 2007 г. и введён в эксплуатацию в феврале 2008 г. На каждом этапе одновременно строилось шесть кораблей.

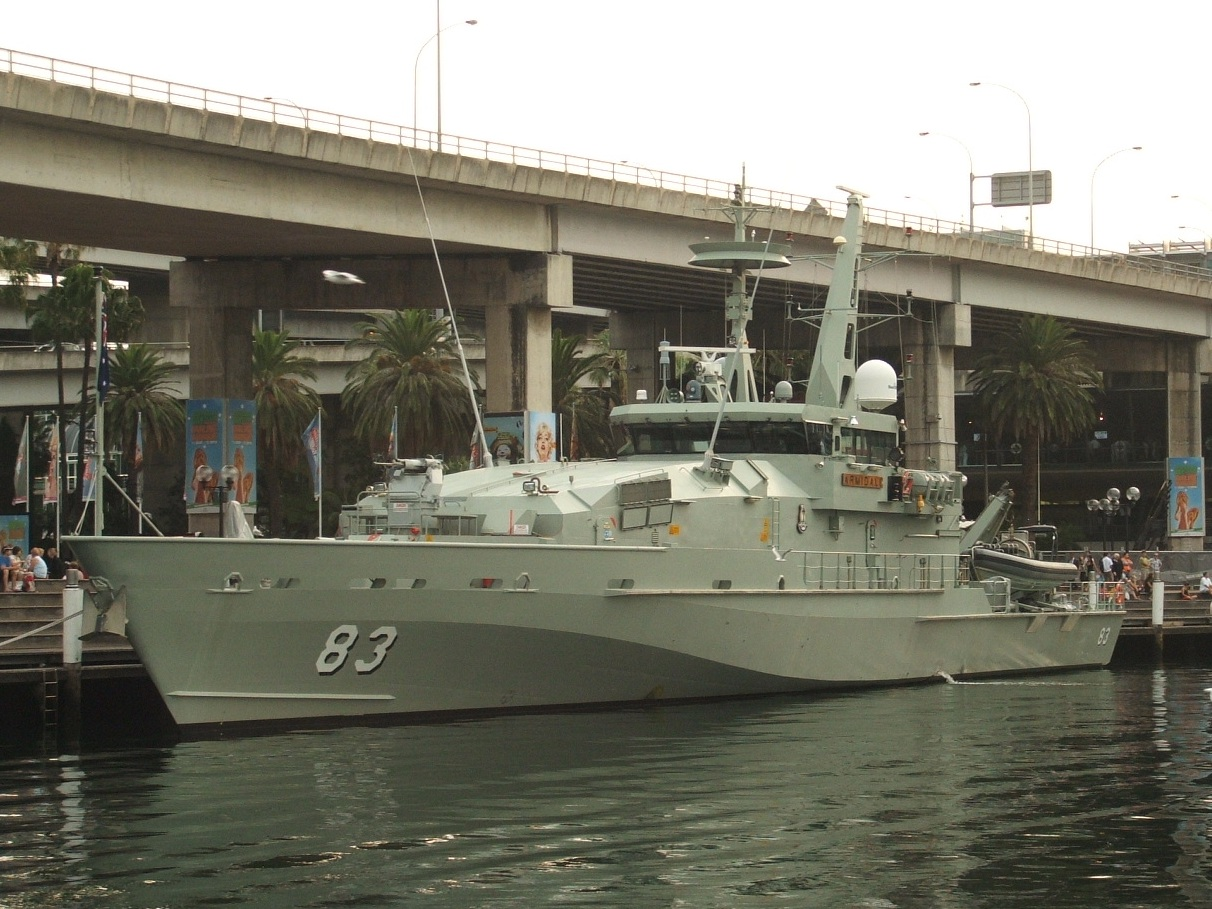
HMAS «Armidale», головной корабль класса, в гавани Дарлинг, январь 2008 г.

Катер имеет длину 56,8 м, ширину 9,7 м, осадку 2,7 м и стандартное водоизмещение 300 т. Корпус полуводоизмещающий V-образный, изготовлен из алюминиевого сплава. Корабль спроектирован в соответствии со стандартами Det Norske Veritas для высокоскоростных лёгких кораблей и требованиями ВМС Австралии: было приложено много усилий, чтобы избежать попыток переконструировать «Армидейл» или превратить их в «миниатюрные военные корабли».
«Armidale» может двигаться с максимальной скоростью 25 узлов  и приводится в движение двумя винтами, каждый из которых соединён с дизельным двигателем MTU 4000 16V, обеспечивающим мощность 6225 л.с. Дальность плавания составляет 3000 морских миль на скорости 12 узлов, что позволяет патрулировать воды вокруг отдалённых территорий Австралии, включая Кокосовые острова (Килинг) и остров Рождества. Тип «Armidale» продемонстрировал улучшенные мореходные качества по сравнению с предыдущим типом «Fremantle»; он на 15 м длиннее, на 85 т тяжелее, а в конструкции предусмотрены гидравлические стабилизаторы и триммеры, что позволяет катерам выдерживать шторм вплоть до 9 баллов. Корабли предназначены для стандартного патрулирования продолжительностью 21 день с максимальной продолжительностью 42 дня.

## Оружие и системы

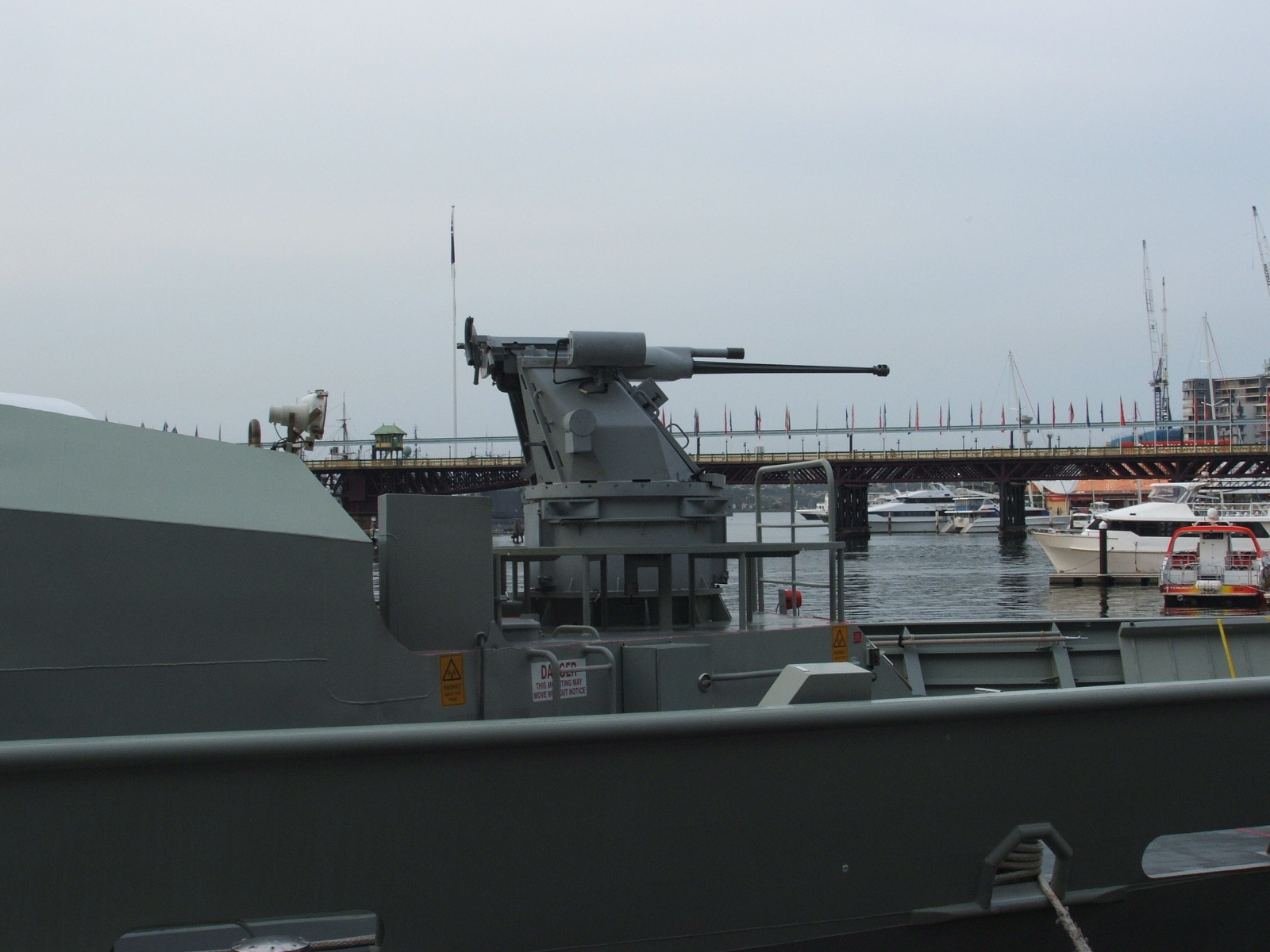
Основное орудие на борту HMAS «Armidale»

Основное вооружение кораблей типа «Armidale» состоит из  стабилизированной артустановки Rafael Typhoon с 25-мм автоматической пушкой M242 Bushmaster. Эта пушка имеет скорострельность 200 выстрелов в минуту и управляется дистанционно с мостика. Также имеются два 12,7-мм пулемета.
Высадка на воду осуществляется двумя 7,2-метровыми водометными надувными лодками с жёстким корпусом (RHIB), которые перевозят десять человек (восемь человек абордажной партии и два человека экипаж лодки). Лодки по размеру и мощности мотора больше, чем на борту «Fremantle» (который нёс одну лодку), способны работать независимо от своего базового корабля и нести собственное оборудование связи, навигации и безопасности. Каждая лодка имеет специальную люльку и шлюпбалку, лодки можно легко спустить на воду и поднять на борт, а централизованная «раздевалка», встроенная в конструкцию корабля, упростила развёртывание и возвращение персонала.
Патрульные катера оснащены поисково-навигационным радаром Bridgemaster E, электронно-оптической системой обнаружения Toplite и системой пеленгации Warrlock. Радиолокационная система предупреждения Prism III была установлена на последних двух катерах во время строительства, на остальные катера — во время переоборудования. Тендеры на создание морской беспилотной авиационной системы (NUAS) для кораблей типа «Armidale» были объявлены в середине 2014 года.

## Экипаж
Команда катера состоит из корабельной роты в 21 человека, максимум 29 человек (не считая персонала, который может размещаться в необорудованных отсеках). В отличие от патрульных катеров типа «Фримантл», у «Армидейл» нет постоянно закреплённой корабельной роты. Вместо этого для 14 катеров сформирован 21 экипаж, которые разделены на четыре дивизиона: Attack, Assail, Ardent и Aware. Первые три дивизиона состоят из шести экипажей, приписанных к четырём кораблям, а Aware — из трёх экипажей к двум кораблям. Корабли постоянно укомплектованы экипажем: два из трёх экипажей активно развернуты, в то время как третий находится в отпуске, проходит обучение или готовится к погрузке на корабль; передача корабля может быть выполнена менее чем за шесть часов. Цель создания избыточного количества экипажей — позволить кораблям проводить больше времени в море без ущерба для отдыха моряков или требований по обучению.

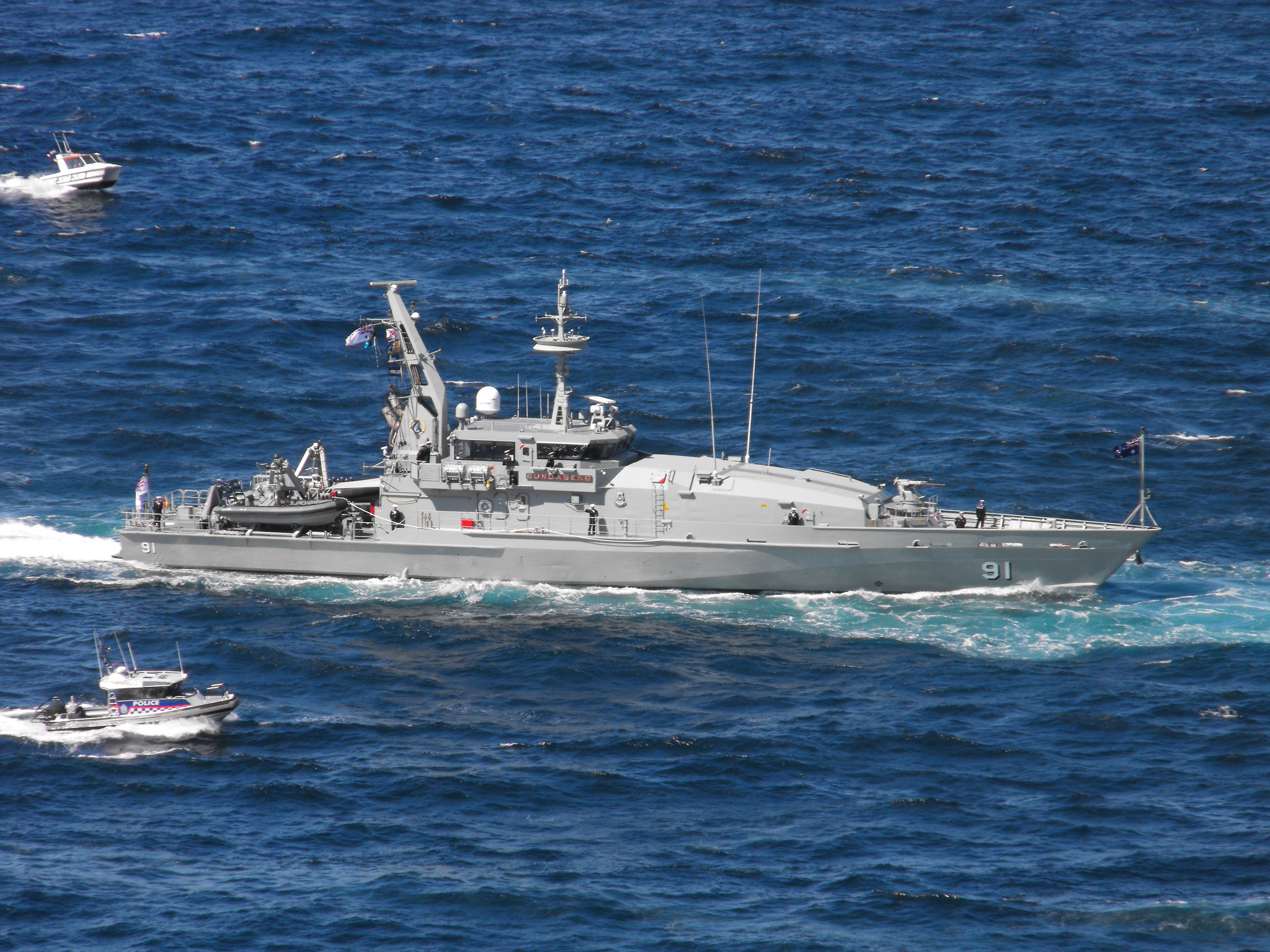
HMAS Bundaberg входит в гавань Сиднея в октябре 2013 года

Матросы размещаются в четырёхместных каютах (в отличие от «Fremantle», где имеется центральная 16-местная палуба, одновременно являющаяся столовой), в то время как старшины и офицеры имеют индивидуальные или двухместные каюты. Персонал имеет доступ к электронной почте и спутниковому телевидению, а камбуз оборудован лучше, чем на кораблях типа «Фримантл», и лучше приспособлен для использования в условиях сильного волнения. Обитаемость также значительно улучшена по сравнению с «Fremantle» благодаря кондиционированию воздуха по всему кораблю, за исключением моторного и машинного отсеков.

## Проблемы
Эксплуатация кораблей не обошлось без проблем. С июня 2005 года все действующие корабли дважды подвергались эксплуатационным ограничениям, оба раза из-за загрязнения водой основных топливных систем. Первое происшествие, происшедшее в сентябре 2006 года, привело к приостановке работы патрульных катеров на месяц, после чего инженерные средства управления были перепроектированы. Проблема возникла снова в январе 2007 года и привела к «производственной паузе», после чего Austal модернизировал топливную систему: были изменены инженерные процедуры, а требования к качеству топлива ужесточены. Пять кораблей, которые ещё предстояло достроить, были оснащены модифицированной топливной системой во время строительства, а действующие корабли были переоборудованы в течение 2007 года. По состоянию на декабрь 2007 г. проблем с топливом больше не возникало.
Изначально в проект был включён 20-местный дополнительный жилой отсек (по терминологии проектировщиков — «austere compartment», то есть отсек с суровыми, спартанскими условиями). Он предназначался для перевозки солдат, а также посторонних или арестованных лиц; в последнем случае может быть обеспечена наружная охрана. Однако из-за неисправности в очистных сооружениях на борту HMAS «Мейтленд» в августе 2006 года в отсек произошла утечка сероводорода и окиси углерода, что привело к несмертельному отравлению четырёх моряков, работающих внутри. Использование отсека в качестве жилого помещения было запрещено для всей серии катеров и действует по состоянию на январь 2014 года. В 2010 году газета «The Australian» опубликовала информацию, что моряк, работавший в дополнительном жилом отсеке на другом корабле, был отравлен сероводородом, а в закрытых помещениях регулярно обнаруживается окись углерода. После публикации командующий ВМФ Расс Крейн заявил, что не было никаких записей о предполагаемом инциденте с отравлением газом и, хотя продолжались инциденты с обнаружением ядовитых газов в отсеках, датчики были настроены на срабатывание значительно ниже опасного уровня. Кроме того, были внесены изменения в системы канализации и вентиляции.
В 2014 году военно-морской флот сообщил о возникающих растрескиваниях корпуса вокруг моторных отсеков, что объясняется сочетанием конструктивных проблем, связанных с алюминиевым материалом корпуса, и высокой интенсивностью эксплуатации. К 2015 году несколько патрульных катеров были отправлены в отстой из-за структурных, механических и коррозионных проблем. В ответ Министерство обороны пригрозило расторгнуть контракт на техническое обслуживание компанией DMS на основании плохой работы, но отказалось от этого из-за политических последствий потенциальной потери местных рабочих мест. Defense и Serco (материнская компания DMS) позже договорились о расторжении контракта в 2017 году, а правительство Австралии объявило тендер на новый контракт на техническое обслуживание без отрыва от эксплуатации в течение 2016 года. В октябре 2015 года началась программа переоборудования «середины срока эксплуатации», в целях продления срока службы до 2022 года, пока не вступит в строй новый тип более крупных патрульных кораблей. Катера в настоящее время переоборудуются по два одновременно в Сингапуре, а ВМС Австралии с середины 2015 года до конца 2016 года арендует два катера типа «Кейп» («Cape Byron» и «Cape Nelson») взамен находящимся на переоборудовании кораблям. Во время работ на первых двух патрульных катерах сметная стоимость работ на корабль увеличилась вдвое и составила 7 миллионов австралийских долларов.

## История эксплуатации

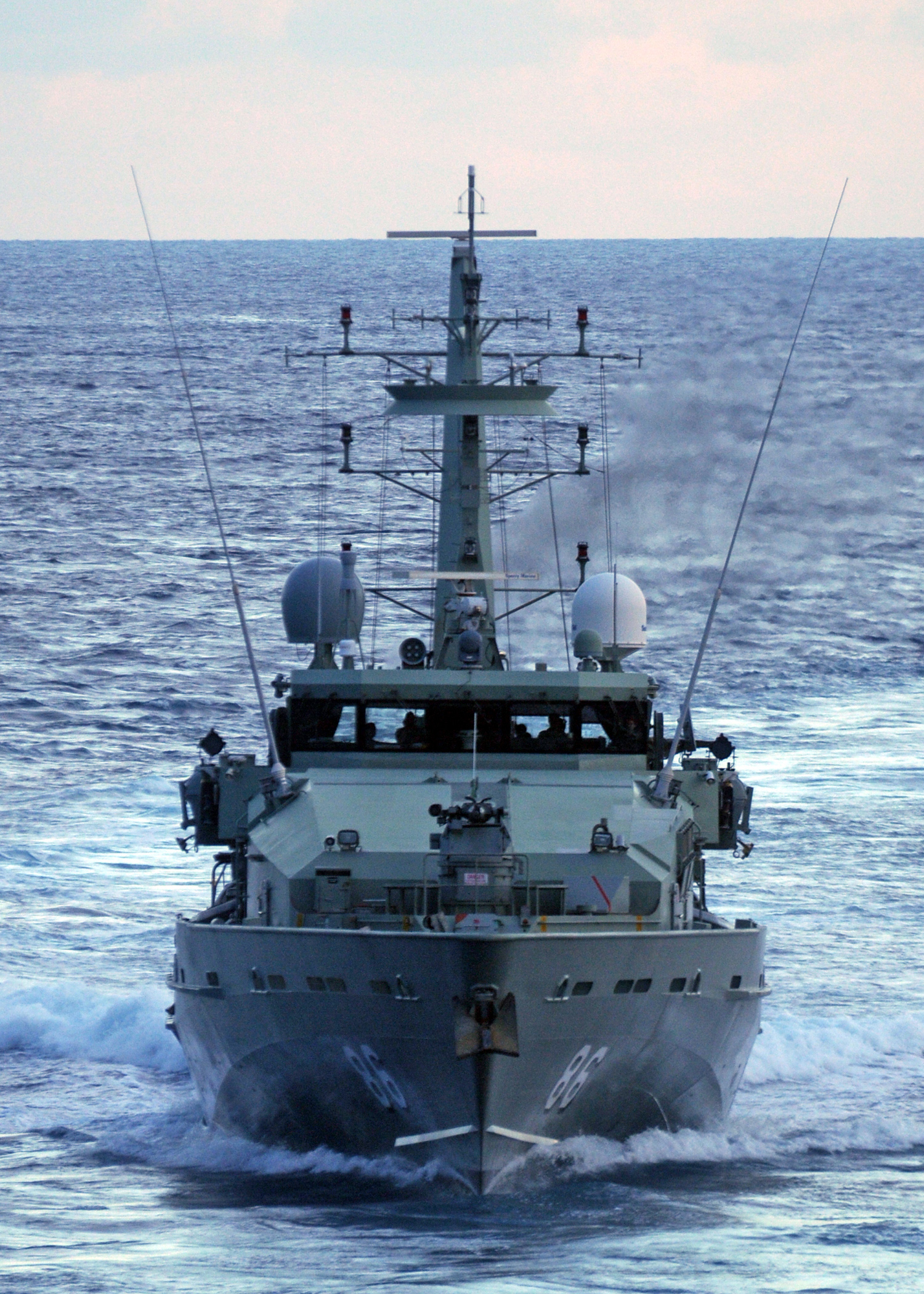
HMAS «Albany» в Тиморском море в 2012 г.

Корабли типа «Армидейл» эксплуатируются группой австралийских патрульных катеров и в первую очередь отвечают за охрану границ и патрулирование районов рыболовства. По состоянию на 2009 год в любой момент времени до семи катеров типа «Армидейл» находятся на патрулировании австралийских вод  в рамках операции «Решительность» (а затем операции «Суверенные границы») с увеличением их числа до девяти, если это потребуется. Дивизион Ardent  из  четырёх кораблей базируется на базе Кэрнс в одноимённом городе, а остальные три подразделения из десяти кораблей расположены на базе Кунаварра в Дарвине. До двух кораблей (обычно «Glenelg» и «Maryborough» и корабли дивизиона Aware) могут базироваться в Дампире, Западная Австралия, что облегчает патрулирование нефтегазодобывающих предприятий, расположенных у северо-западного побережья Австралии.
В начале 2014 года длительные переходы и почти постоянное использование патрульных катеров для операции «Решительность» сказывались на способности поддерживать корабли в надлежащем состоянии.
В августе 2014 года на «Bundaberg» во время ремонта на гражданской верфи в Хемманте, Квинсленд, произошёл пожар. Катер был сильно повреждён и списан 18 декабря.
В ноябре 2017 года ВМС Австралии производили развёртывание патрульных катеров типа «Армидейл» на Филиппинах. Лодки использовались для проведения контртеррористического патрулирования в море Сулу совместно с ВМС Филиппин.

## Состав серии
| Корабль                                                             | В строю                                                            | Место ввода в эксплуатацию                                         | Списан                                                             |
| Дивизион Attack (6 экипажей, базируется в HMAS Coonawarra, Дарвин)  | Дивизион Attack (6 экипажей, базируется в HMAS Coonawarra, Дарвин) | Дивизион Attack (6 экипажей, базируется в HMAS Coonawarra, Дарвин) | Дивизион Attack (6 экипажей, базируется в HMAS Coonawarra, Дарвин) |
| ------------------------------------------------------------------- | ------------------------------------------------------------------ | ------------------------------------------------------------------ | ------------------------------------------------------------------ |
| Armidale                                                            | 24.06.2005                                                         | Дарвин                                                             |                                                                    |
| Larrakia                                                            | 10.02.2006                                                         | Дарвин                                                             |                                                                    |
| Bathurst                                                            | 10.02.2006                                                         | Дарвин                                                             |                                                                    |
| Albany                                                              | 15.07.2006                                                         | Олбани                                                             |                                                                    |
| Дивизион Assail (6 экипажей, базируется в HMAS Coonawarra, Дарвин ) |                                                                    |                                                                    |                                                                    |
| Pirie                                                               | 29.07.2006                                                         | Порт-Пири                                                          | 26.03.2021                                                         |
| Maitland                                                            | 29.09.2006                                                         | Ньюкасл                                                            |                                                                    |
| Ararat                                                              | 10.11.2006                                                         | Мельбурн                                                           |                                                                    |
| Broome                                                              | 10.02.2007                                                         | Брум                                                               |                                                                    |
| Дивизион Ardent (6 экипажей, базируется в HMAS Cairns, Кэрнс )      |                                                                    |                                                                    |                                                                    |
| Bundaberg                                                           | 03.03.2007                                                         | Bundaberg                                                          | 18.12.2014                                                         |
| Wollongong                                                          | 14.04.2006                                                         | Сидней                                                             |                                                                    |
| Childers                                                            | 07.07.2007                                                         | Кэрнс                                                              |                                                                    |
| Launceston                                                          | 22.09.2007                                                         | Лонсестон                                                          |                                                                    |
| Дивизион Aware (3 экипажа, базируется в HMAS Coonawarra, Дарвин )   |                                                                    |                                                                    |                                                                    |
| Maryborough                                                         | 08.12.2007                                                         | Брисбен                                                            |                                                                    |
| Glenelg                                                             | 22.02.2008                                                         | Аделаида                                                           |                                                                    |

## В художественной литературе

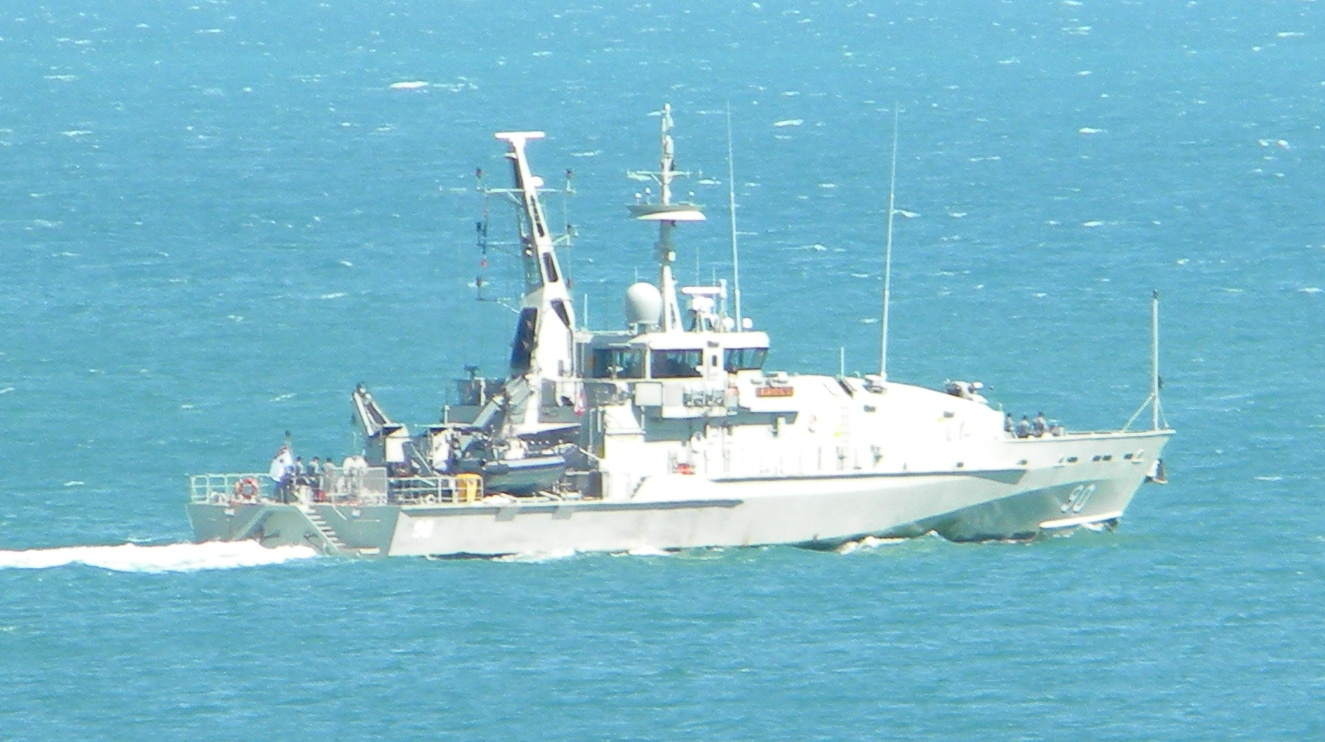
HMAS «Брум», 2010 г. В течение 2008 года «Брум» использовался для представления вымышленного HMAS Hammersley

Начиная со второго сезона австралийского военного драматического сериала «Морской патруль», в качестве главного места действия выступает вымышленный патрульный катер типа «Армидейл» HMAS «Hammersley» (вымпел 82). В 2008 году съёмки проводились на двух кораблях: 42 из 86 дней съёмок были проведены на борту HMAS «Брум», остальное время — на борту HMAS «Лонсестон».

## Замена
В Белой книге Министерства обороны «Защищая Австралию в Азиатско-Тихоокеанском регионе: Сила 2030» (Defending Australia in the Asia Pacific Century: Force 2030), опубликованной в 2009 году, предлагается заменить корабли типа «Армидэйл», а также тральщики и гидрографические суда, одним типом многоцелевых прибрежных боевых кораблей (Offshore Combatant Vessels, OCV). Эти корабли с теоретическим максимальным водоизмещением до 2000 тонн будут использовать модульную систему полезной нагрузки для смены функций по мере необходимости и будут оборудованы для работы с вертолётами или беспилотными летательными аппаратами. В Белой книге 2013 года проект многоцелевой OCV отложен как долгосрочный.
В официальном документе 2013 г. предлагалось использовать существующую конструкцию OCV в качестве краткосрочной замены класса «Armidale». В рамках проекта закупок SEA 1179 проводится ряд исследований по замене «Armidale». В апреле 2016 года был выбран проект конструкции Lürssen OPV80A. Новый OCV будет больше, чем «Armidale», что обеспечит улучшенную мореходность и автономность. Строительство началось в 2018 году, ввод в эксплуатацию запланирован на 2022 год. Была реализована программа ремонта корпуса катеров «Armidale», чтобы продлить их срок службы до этого момента.

## Внешние ссылки
- Patrol Boat (PB) – Royal Australian Navy webpage for the Armidale class
- Delivery Royal Australian Navy 56m – Austal Ships webpage for the Armidale class
- The Armidale Class Patrol Boat Project: Project Management – Australian National Audit Office report on the acquisition of the class
- New patrol boats named after regional cities – Department of Defence press release detailing the meaning behind the names of the first 12 Armidales